# Christiaan Afrikaner
Christia(a)n Afrikaner of |Haragab (? - Otjimbingwe, 15 juni 1863) was de vijfde kaptyn van de Orlam Afrikaners.

## Biografie
Christiaan volgde zijn vader Jonker Afrikaner op na diens dood in 1861. Hij kwam direct in conflict met de Zweedse ondernemer Charles John Andersson, die de Walvis Bay Mining Company had gekocht en te Otjimbingwe een handelsnetwerk had opgericht die de dominante positie van de Orlam Afrikaners in gevaar bracht.
Andersson richtte zijn eigen privéleger op, bestaande uit Herero en kleurlingen uit de Kaapkolonie. Op 15 juni 1863 viel Christiaan Otjimbingwe aan, maar werd verslagen. Christiaan sneuvelde in de strijd en werd als kaptyn opgevolgd door zijn broer Jan Jonker Afrikaner.